# جی‌آراس ۱۹۱۵+۱۰۵
جی‌آراس ۱۹۱۵+۱۰۵ یک ستاره است که در صورت فلکی عقاب قرار دارد.